# 段崇
段崇（?—?），十六国鲜卑人，前燕、后燕大臣。
前燕建熙三年（362年）七月，吕护退守小平津，中流箭而死。前燕将领段崇收军北渡，屯兵野王。前秦建元二十年（384年）正月二十日，慕容垂到达邺城附近，改前秦建元为燕元年，立慕容宝为太子，建立后燕政权。以前岷山公库傉官伟为左长史，前尚书段崇为右长史。后燕建興十一年（396年）四月，慕容宝即位，大赦境内，改元为永康。任命太尉库傉官伟为太师、左光禄大夫，段崇为太保。